# Harpethericles
Harpethericles is een geslacht van rechtvleugeligen uit de familie Thericleidae. De wetenschappelijke naam van dit geslacht is voor het eerst geldig gepubliceerd in 1977 door Descamps.

## Soorten
Het geslacht Harpethericles omvat de volgende soorten:
- Harpethericles leechi Descamps, 1977
- Harpethericles validus Descamps, 1977